# L'Assassinat de Jesse James par le lâche Robert Ford
Pour plus de détails, voir Fiche technique et Distribution.
L’Assassinat de Jesse James par le lâche Robert Ford ou L'Assassinat de Jesse James par le traître Robert Ford au Québec (The Assassination of Jesse James by the Coward Robert Ford) est un western américain réalisé par Andrew Dominik, sorti en 2007. Adapté du roman éponyme de Ron Hansen publié en 1983, il met en vedette Brad Pitt dans le rôle de Jesse James et Casey Affleck dans celui de Robert Ford.
Contrairement aux précédents films sur Jesse James, le film est présenté comme une épopée historique plutôt qu'un western classique. Le film détaille la détérioration psychologique du hors-la-loi pendant les derniers mois de sa vie, comment il succombe lentement à la paranoïa et développe une amitié précaire avec son futur assassin, Robert Ford. L'étrange relation entre les deux hommes est étudiée au cours du film.

## Synopsis
En 1881, Jesse James est un hors-la-loi légendaire. Il a 34 ans. Sa célébrité lui provient de multiples braquages. Au lendemain de la guerre de Sécession, il représente une rébellion qui lui vaut d'être considéré comme un Robin des Bois. Ford, qui a grandi en idolâtrant James, et désireux de rejoindre le gang, se lance dans une mission à Glendale, dans le Missouri, où les membres du Gang James-Younger préparent la dernière attaque de train de leur carrière. Le film commence sur cette rencontre à l'automne 1881.
Sa carrière tirant à sa fin, Jesse James devient conscient de l'impossibilité de faire face à une armée de plus en plus vaste de shérifs, d'agents fédéraux et des hommes du détective Allan Pinkerton. Il sent que, inévitablement, l'un des siens le vendra pour une grosse récompense. Refusant de donner aux hommes de loi une telle satisfaction, James prépare sa propre mort et cultive subtilement les fébriles attentions du plus servile et lâche de ses associés : le vingtenaire Robert Ford. Avec les railleries, il encourage ses envies, sa fascination meurtrière, et l'amène à devenir son propre assassin, de sorte que sa propre légende restera intacte après sa mort.
Pendant plusieurs mois, Ford côtoie son idole, et partage sa vie errante jusqu'à ce que Jesse James s'arrête dans sa maison, auprès de sa femme et de ses enfants. C'est là que Robert Ford le tue. Par la suite, il rejoue cet assassinat sur des scènes de théâtre. Mais le héros reste toujours Jesse James,.

## Fiche technique
- Titre original : The Assassination of Jesse James by the Coward Robert Ford
- Titre français : L’Assassinat de Jesse James par le lâche Robert Ford
- Titre québécois : L'Assassinat de Jesse James par le traître Robert Ford
- Réalisation : Andrew Dominik
- Scénario : Andrew Dominik, d'après l'œuvre de Ron Hansen
- Directeur de la photographie : Roger Deakins
- Son : Richard King, Doug Hemphill et Ron Bartlett
- Décors : Patricia Norris (non créditée) et Janice Blackie-Goodine
- Montage : Dylan Tichenor et Curtiss Clayton
- Costumes : Patricia Norris
- Musique : Nick Cave et Warren Ellis
- Casting : Mali Finn
- Productions : Brad Pitt, Ridley Scott, Jules Daly, Dede Gardner et David Valdes
- Producteurs exécutifs : Lisa Ellzey, Brad Grey, Tony Scott et Ben Waisbren
- Sociétés de production : Plan B Entertainment, Virtual Studios et Scott Free Productions
- Société de distribution : Warner Bros
- Budget : 30 millions $
- Pays d'origine : États-Unis
- Langues : anglais
- Format : couleurs – 2,35:1 – 35 mm, cinéma numérique — son Dolby Digital
- Genre : western et biopic
- Durée : 159 minutes
- Dates de sortie :
  -  États-Unis : 21 septembre 2007
  -  France : 10 octobre 2007

## Distribution
- Brad Pitt (VF : Jean-Pierre Michaël) : Jesse James
- Casey Affleck (VF : Carol Styczen) : Robert Ford
- Sam Shepard (VF : Hervé Bellon) : Frank James
- Sam Rockwell (VF : Guillaume Lebon) : Charley Ford
- Ted Levine : le shérif James Timberlake
- Mary-Louise Parker : Zerelda James
- Jeremy Renner (VF : Jérôme Pauwels) : Wood Hite
- Garret Dillahunt : Ed Miller
- Paul Schneider (VF : Luc Boulad) : Dick Liddil
- Zooey Deschanel : Dorothy Evans
- Jesse Frechette : Albert Ford
- Pat Healy : Wilbur Ford
- Alison Elliott : Martha Bolton
- Michael Parks : Henry Craig
- James Carville : le gouverneur Thomas Theodore Crittenden
- Nick Cave : le chanteur au saloon
- Brooklynn Proulx : Mary James
- Tom Aldredge : le major George Hite
- Kailin See (VF : Dorothée Pousséo) : Sarah Hite
- Sarah Lind : la petite amie de Bob
- Michael Copeman : Edward O'Kelley
- Joel McNichol (VF : Philippe Siboulet) : le messager de l'Express

## Production

### Choix des acteurs
Si Brad Pitt était bien le premier choix pour incarner Jesse James, Sam Rockwell devait à l'origine tenir le rôle de Robert Ford avant qu'il ne soit attribué à Casey Affleck. Rockwell s'est vu ensuite proposer le rôle de Charley Ford mais refusa de nombreuses fois avant que Pitt ne parvienne à le convaincre d'accepter. 
Jeremy Renner voulait lui aussi incarner Robert Ford mais la production le trouvait trop âgé. Néanmoins, il sera engagé pour le rôle de Wood Hite. Shia LaBeouf et Ryan Gosling ont également auditionné pour le rôle.
Garrett Dillahunt, qui incarne un petit rôle dans le film, devait incarner le rôle de Charley Ford.

### Musique
La musique du film a été composée par Warren Ellis et Nick Cave. Ce dernier fait une apparition vers la fin du film, dans le rôle d'un musicien jouant La Ballade de Jesse James dans un bar bondé où se trouve Robert Ford.
| 1.  | Rather Lovely Thing         | 3:13 |
| 2.  | Moving On                   | 2:32 |
| 3.  | Song for Jesse              | 2:35 |
| 4.  | Falling                     | 2:54 |
| 5.  | Cowgirl                     | 4:05 |
| 6.  | The Money Train             | 2:38 |
| 7.  | What Must Be Done           | 1:57 |
| 8.  | Another Rather Lovely Thing | 3:27 |
| 9.  | Carnival                    | 2:52 |
| 10. | Last Ride Back to KC        | 5:24 |
| 11. | What Happens Next           | 2:08 |
| 12. | Destined for Great Things   | 2:25 |
| 13. | Counting the Stars          | 1:19 |
| 14. | Song for Bob                | 6:03 |

## Accueil

### Critiques
Le film a reçu des critiques positives et a recueilli de nombreuses récompenses. Pour ce qui est de Rotten Tomatoes, le film a obtenu un taux d’approbation de 76 %, fondé sur 169 critiques. Le site résume en ces termes le consensus critique : « Appuyé sur ses deux acteurs principaux, L'Assassinat de Jesse James par le lâche Robert Ford est une reconstitution historique soignée, et porte un regard pénétrant sur l'une des figures durables de la tradition américaine. » Sur Metacritic, le film a eu 68⁄100 sur la base de 32 critiques, indiquant des « avis généralement favorables ».
L'accueil positif est aussi au rendez-vous en France, le site AlloCiné lui attribuant une moyenne de 3.7⁄5.

### Box-office
Malgré un accueil chaleureux des critiques, le film est un échec commercial, récoltant seulement 3 909 149 dollars en Amérique du Nord et 15 001 776 dollars dans le reste du monde, pour un budget de 30 000 000 dollars.
En France, le film n'a pas connu non plus le succès, avec 306 215 entrées.
| Pays ou région    | Box-office      | Date d'arrêt du box-office | Nombre de semaines |
| ----------------- | --------------- | -------------------------- | ------------------ |
| États-Unis Canada | 3 909 149 $     | -                          | -                  |
| France            | 306 215 entrées | -                          | -                  |
| Total mondial     | 15 001 776 $    | -                          | -                  |

## Distinctions

### Récompenses
- Mostra de Venise 2007 :
  - Coupe Volpi de la meilleure interprétation masculine pour Brad Pitt

### Nominations
- Oscars 2008 :
  - Meilleur acteur dans un second rôle pour Casey Affleck
  - Meilleure photographie pour Roger Deakins